# Kristina Kallas
Kristina Kallas, född 29 januari 1976 i Kiviõli i dåvarande Estniska SSR, är en estnisk liberal politiker och statsvetare. Sedan 17 april 2023 är hon Estlands utbildnings- och forskningsminister i Kaja Kallas tredje regering. Hon är en av grundarna till sitt parti, Estland 200, och var dess första partiledare från 2018 till 2022.

## Biografi

### Uppväxt och utbildning
Kallas tog gymnasieexamen i Kiviõli 1994 och studerade från 1994 till 2000 modern historia på den historiska institutionen vid Tartu universitet. Hon fick sin masterexamen från Central European University, då i Ungern, och doktorerade i statsvetenskap vid Tartu universitet från 2004 till 2016 med Vello Andres Pettai som handledare. År 2016 disputerade hon med avhandlingen Revisiting the triadic nexus: An analysis of the ethnopolitical interplay between Estonia, Russia and Estonian Russians. Hennes forskning rör integrationsproblem i samhället, frågor rörande ryskspråkiga minoriteter i tidigare sovjetiska stater, migrationsfrågor och minoritetsrättigheter.

### Statsvetarkarriär
Kallas var från 1998 till 2001 koordinator för EU-forsknings- och utvecklingssamarbetet inom den estniska Archimedesstiftelsen. Från 2002 till 2006 var hon senior konsult inom offentlig sektor-kommunikation vid PR-firman Hill & Knowlton, och verkade som forskare knuten till professuren för jämförande statsvetenskap vid Tartu universitet. Hon har också varit expert på minoritetsfrågor för OSSE:s höga kommissionär för minoriteter, där hon fungerat som integrationspolitisk rådgivare till olika östeuropeiska regeringar.
Hon var från 2007 till 2015 medlem av styrelsen för centrum för policystudier inom Institutet för baltiska studier, där hon arbetade med forskning rörande integrations- och migrationspolitik. Från 2011 till 2015 var hon ordförande för den idella organisationen Eesti Pagulasab och från 2015 till 2019 ledare för högskolan i Narva som är del av Tartu universitet.

### Politiker
I valet till Riigikogu 2015 kandiderade hon för Socialdemokraterna i 7:e valdistriktet (Ida-Virumaa), men blev inte invald.
Hon var en av grundarna till partiet Estland 200 som politisk rörelse och var dess första partiordförande från 2018 till 2022. År 2019 kandiderade hon åter till Riigikogu för Estland 200 i 2:a valdistriktet (distrikten Kesklinn, Lasnamäe och Pirita i Tallinn), men partiet kom då inte in i parlamentet.
Hösten 2021 valdes hon in i Tartu stadsfullmäktige, en post som hon lämnade då hon 17 april 2023 utnämndes till Estlands utbildnings- och forskningsminister i Kaja Kallas regering. Utnämningen följde efter att Estland 200 kommit in i Riigikogu och anslutit sig till Kallas regeringskoalition.

## Familj och privatliv
Kristina Kallas lever i ett samboförhållande med Adrian Bieniecki. Hon är inte släkt med premiärministern, Kaja Kallas.